# (225088) Gonggong
(225088) Gonggong, ranije 2007 OR10, trans-neptunski objekt u raspršenom disku. Otkriven je 17. srpnja 2007. iz zvjedarnice Palomar. Jedan od otkrivača, Michael E. Brown, smatra da se gotovo sigurno radi o patuljastom planetu. Ipak, Međunarodna astronomska unija ga još uvijek nije tako klasificirala.